# Аналиса Колман
Аналиса Колман (Хамбург, 1. март 1921 — Западни Берлин, 17. септембар 1977) је била немачка чуварка Шуцштафел логора у оквиру система нацистичких концентрационих логора током Другог светског рата, посебно у концентрационом логору Нојенгаме који је основао Шуцштафел у Хамбургу и у Берген-Белзену. Суђено јој је за ратне злочине у Линебургу 1946. године.

## Биографија
Рођена је 1. март 1921. у Хамбургу као ћерка Маргрет и Георга Колмана, масонског вође. Постала је 1. априла 1940. члан нацистичке партије, али је до новембра 1944. радила као кондуктер у трамвају. Придружила се 4. новембра 1944. Женском помоћном одељењу Шуцштафела и постављена је за чуварку нацистичких концентрационих логора у озлоглашеном систему концентрационих логора Нојенгаме који је користио принудни рад затвореника на различитим локацијама широм Северне Немачке. У марту 1945. је пребачена у робовски логор у Хамбург-Тифстаку. Убрзо након ослобођења је ухапшена на територији Берген-Белсена након што су је њене бивше жртве из Нојграбена и Тифстака идентификовале у заробљеничкој одећи. До суђења је држана у затвору Целе, проглашена је кривом за вишеструко бичевање затвореника, укључујући труднице, по лицу и ногама све док нису изгубиле свест и за осуђивање најмање једне затворенице на казну од тридесет удараца бичем за комад украденог хлеба и сексуално искоришћавање млађих жена. Осуђена је на само две године затвора због кратког стажа у Шуцштафелу и тврдње да никога није убила. Након одслужења казне, преполовљене за време проведено у затвору пре суђења, остала је у Хамбургу. Преселила се у Западни Берлин 1965. године где је преминула 17. септембра 1977. Запамћена је као једна од Шуцштафел женских чувара логора у Берген-Белзену којој је наређено да помогне у сахрани тела жртава логора у масовну гробницу коју је фотографисао фоторепортер часописа Life Џорџ Роџер и након тога широко дистрибуиран. Драма израелског драмског писца Јонатана Калдерона Under the Skin приказује Колман и њену љубавну везу са једном од њених затвореница.